# Марек Минтал
Марек Минтал е словашки футболист, който играе за ФК Нюрнберг. Голмайстор на Първа Бундеслига през 2005 година, и на Втора Бундеслига през 2009 година. През 2005 и 2006 става футболист на годината в Словакия.

## Клубна кариера
Минтал е юноша на Жилина. Той печели титлата на Словакия в 2 поредни години – 2001/02 и 2002/03. Той става голмайстор на тима с 20 гола през 2001-02 и 21 през 2002-03. Ето защо е повикан за словашкия национален отбор на 6 февруари 2002 година. След сезон 2002-03, той е закупен от ФК Нюрнберг за цена от 100 000 €. В договрът му има споразумение, че при следващ трансвер Жилина ще получи част от сумата. По това време тимът му играе във Втора Бундеслига. Той вкарва 18 гола през този сезон. През следващия сезон става голмайстор на Първа Бундеслига с 24 гола и помага на Нюрнберг да се спаси от изпадане. През този сезон се появяват слухове, че ще отиде в по-голям клуб, но Минтал решава да остане в Нюрнберг. Сезон 2005/06 се оказва лош за нападателят, който на 2 пъти чупи крак и отсъства 5 месеца от терените. За целия сезон записва 4 мача и вкарва 1 гол. Първият му мач след травмата е срещу Борусия Мьонхенгладбах, като влиза като резерва в 60-ата минута. Две седмици по-късно вкарва 2 гола за Словакия, в мач срещу Кипър. През 2007 година печели купата на Германия с Нюрнберг. През 2007/08 Нюрнберг изпада, но въпреки това Минтал остава в тима. Той става голмайстор на Втора Бундеслига за втори път в кариерата си. След края на сезон 2009/10 е пред трансфер българският Черноморец Бургас, но той пропада. През 2011 преминава в Ханза Рощок, а от лятото на 2012 играе в дубъла на Нюрнберг.